# 佐和田の浜

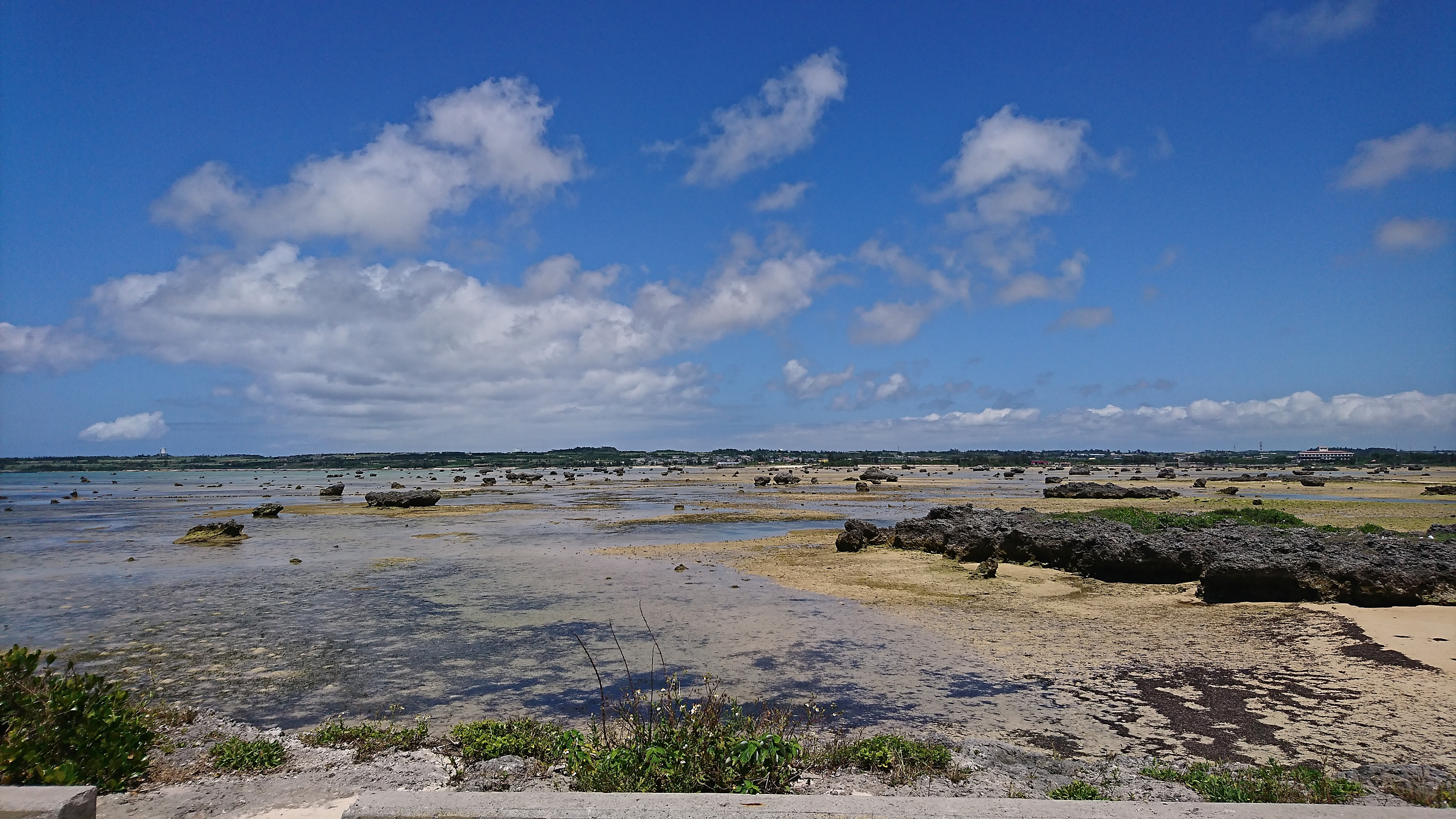
佐和田の浜全域

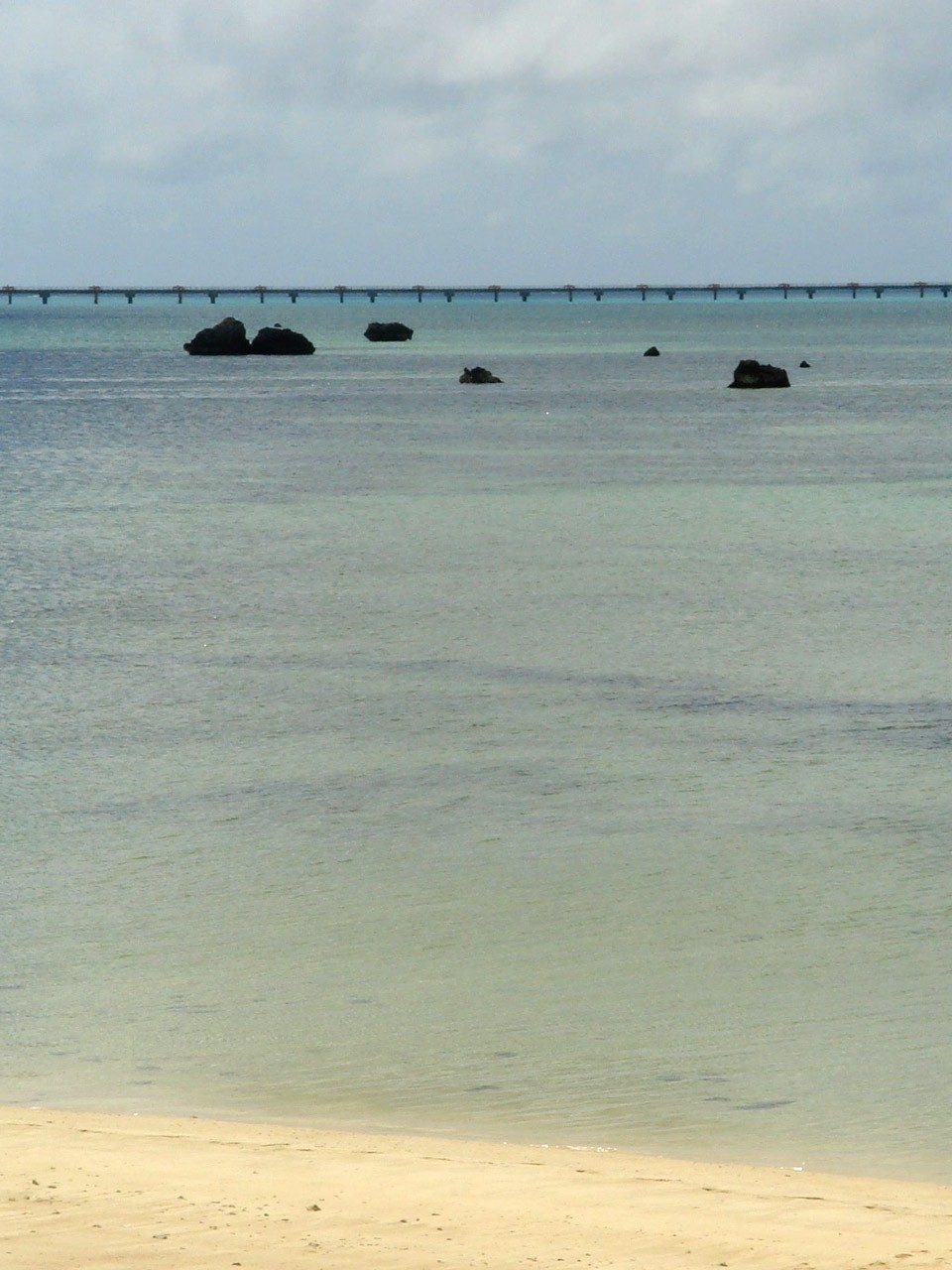
佐和田の浜
水平線近くに下地島空港の進入灯が見える。

佐和田の浜（さわだのはま）は、沖縄県宮古島市の伊良部島北西部から下地島北東部にかけての海岸。日本の渚百選に選定されている。

## 概要
遠浅の浜に多数の巨岩が点在し、独特の風景を呈する海岸である。これらの巨岩の中には、1771年4月24日（旧暦明和8年3月10日）に起きた八重山地震の津波（明和の大津波）で運ばれてきたものもあるが、それ以前の津波で移動したと考えられるものもある。
伊良部島、下地島を代表する海岸のひとつであり、夕日の名所として知られる。

## レジャー
遠浅で水深が非常に浅いため、干潮時には沖合いまで歩いて行ける。その反面、シュノーケリングや遊泳には適さない。
沖は時間帯によって潮流がある。また、大潮の時期には潮が満ちる際に流入する潮の勢いが強いため注意が必要である。

## 周辺

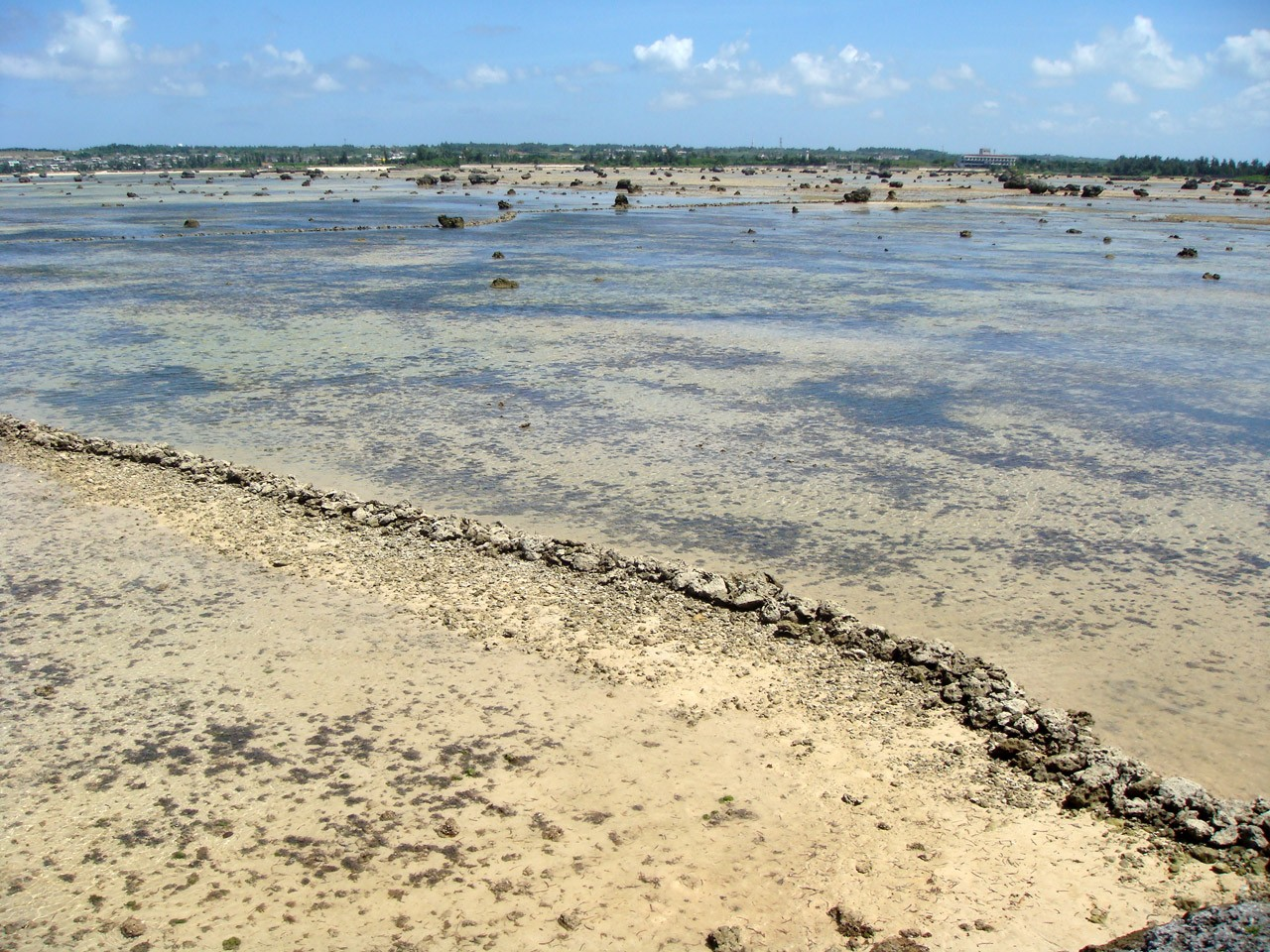
魚垣

この海岸の下地島側には下地島空港があり、進入灯が海中に突き出している。
空港そばには、干潟に石垣を積み上げ、潮の干満で垣の内側に取り残された魚を捕る漁法に用いられる魚垣（かつ、ながき）が残っている。魚垣は、未来に残したい漁業漁村の歴史文化財産百選に選定されるとともに、宮古島市の有形民俗文化財に指定されている。

## その他
女子十二楽坊の『輝煌 〜Shining Energy〜』のプロモーションビデオでのメンバーが海中で楽器を演奏するシーンはこの海岸で撮影された。